# Eleocharis laeviseta
Eleocharis laeviseta là loài thực vật có hoa trong họ Cói. Loài này được Nakai mô tả khoa học đầu tiên năm 1914.